# Bagirmi

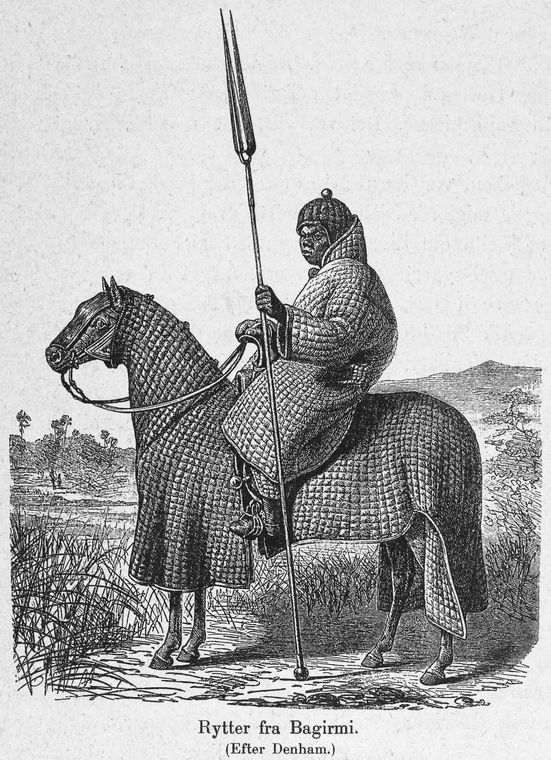
En bagirmisk ryttare.

Bagirmi var en stat som växte fram sydost om Kanem-Bornu i nuvarande Tchad under 1500-talet. Under Abdullah IV:s styre 1568-1598 infördes islam och staten blev ett sultanat med juridiska och administrativa processer. Senare byggdes ett palats och en domstol i huvudstaden Massenya.
Bagirmis politiska historia var en kombination av dess styrka och relationer med sina större grannar. Under Mai Idris Alumas regering låg Bagirmi i Kanem-Bornu, men staten bröt sig ur på 1600-talet och återtogs som lydstat i mitten av 1700-talet. Under sina starka perioder blev sultanatet imperialistiskt. Det tog kontroll över små feodala kungadömen i sultanatets utkanter och ingick allianser med närliggande nomadiska folk. Tidigt under 1800-talet förföll Bagirmi och hotades av det närliggande kungadömet Wadai. Även om Bagirma gjorde motstånd så accepterade sultanatet lydstatus för att få hjälp med att hålla nere interna meningsskiljaktigheter. När Rabih Fadlallahs styrkor brände Massenya 1893, sökte och fick den 25:e sultanen, Abd ar Rahman Gwaranga, beskydd från Frankrike.
En tysk-engelsk överenskommelse tillerkändes Tyskland området, men genom en fransk-tysk uppgörelse 1894 erkändes den franska överhögheten över Bagirmi. Bagirmi gick därefter som en del av Tchadkolonin i Franska Ekvatorialafrika.
Bagirmi är idag benämningen på ett folk i södra Tchad med arabiskt och sudanesisk härkomst. Folket tillhör den centralsudanesiska språkgruppen och talar till största delen fulani.